# Torre di Montesarchio
Der Torre di Montesarchio ist ein Festungsturm aus dem 10. Jahrhundert auf einem Hügel über Montesarchio in der italienischen Region Kampanien. Heute beherbergt er zusammen mit dem Castello di Montesarchio das Museo Archeologico Nazionale del Sannio Caudino (dt.: Nationales archäologisches Museum des caudinischen Samnium).

## Beschreibung
Das Bauwerk besteht im Prinzip aus zwei zylindrischen Baukörpern: Dem inneren, der höher und schlanker ist, und dem äußeren, der niedriger und dicker ist. Daneben gibt es noch einen seitlichen Baukörper, der im Süden anschließt, und einen in Form einer Mandel im Osten zum Schutz des Zugangs.

## Geschichte
Das heutige Aussehen des Turms ist hauptsächlich einem Projekt von Francesco di Giorgio Martini zu verdanken, einem Künstler aus Siena, der 1495 verschiedene Burgen des Königreichs Neapel, von Neapel bis Apulien, besichtigte.
Der Turm wurde den neuen Belagerungstechniken angepasst, die sich auf den Gebrauch von Kanonen verlegte, sodass hohe, dünne Mauern und die Ecken der Gebäude weniger bedeutend waren. Daher begann man, eher runde Formen, sowie niedrigere, aber dickere, Mauern zu bauen.
Letzte Änderungen wurden im 19. Jahrhundert vorgenommen: Der Turm wurde zu einem politischen Gefängnis. In einer der Zellen, die heute zu besichtigen ist, saß Carlo Poerio ein, der gegen den bourbonischen König kämpfte.
Es ist schwierig, zu sagen, was es dort vor diesem Projekt aus dem späten 15. Jahrhundert gab. Wenn man den Turm betrachtet, kann man schon mit bloßem Auge den Unterschied in der Bautechnik zwischen dem inneren Zylinder, der höher und schmal ist, und dem äußeren Zylinder, der niedrig und breit ist, erkennen.
Der innere Zylinder ist in gröberer Art und Weise aus nicht so fein behauenem und unter Zugabe von Ziegeln erbaut, was nicht einmal einen langobardischen Ursprung (sicherlich nach dem Jahr 938) dieses Gebäudeteils ausschließt.
In diesem Jahr wiesen die Herzöge von Benevent (Landolfo I., Atenolfo II. und Atenolfo III.) das Caudi (Montesarchio) dem Verwalter „Teodorico, genannt Mirando“ zu und damit auch das Recht, die Gegend zu befestigen. Somit können weder die Burg noch der Turm vor dem Jahr 938 existiert haben.